# Ana María Matute
Ana María Matute Ausejo (Barcellona, 26 luglio 1925 – Barcellona, 25 giugno 2014) è stata una scrittrice spagnola.

## Biografia
Ana María Matute nacque da padre catalano e madre castigliana. Bambina fragile e timida, fu costretta a spostarsi continuamente tra Madrid e Barcellona a causa del lavoro del padre, proprietario di una fabbrica di ombrelli.  Per un periodo crebbe a Mansilla de la Sierra, un piccolo paese della campagna spagnola, dove Matute e i suoi fratelli si mischiarono ai bambini dei contadini, permettendole di acquisire una prima percezione delle difficoltà della vita vera.
Matute era balbuziente e trovò nella scrittura un ottimo rimedio. Iniziò a scrivere così in tenera età racconti che la madre poi batteva a macchina, sviluppando una grande immaginazione alimentata dalle storie raccontate dal padre, i libri di fiabe dei fratelli Grimm, Charles Perrault e Hans Christian Andersen, e i luoghi che la circondavano, in particolare il bosco, dove prendevano vita le creature protagoniste dei racconti che leggeva.
Con lo scoppio della guerra civile spagnola fu costretta ad affrontare con la sua famiglia gli orrori che il conflitto portò con sé. Da bambina Matute fu testimone di odio, morte, miseria e saccheggi. Gli eventi drammatici a cui assistette influenzarono la sua vita e la sua visione della scrittura, in quanto il suo scopo è sempre stato protestare attraverso le pagine dei suoi scritti in difesa degli esseri umani più deboli. Pubblicò i suoi primi racconti a soli 14 anni e il suo primo romanzo, Los Abel, quando era ventiduenne.
Da quel momento a cadenza quasi annua ha presentato una nuova opera che spaziava tra i romanzi, le raccolte di racconti e le opere per l'infanzia. Nel 1955 il suo romanzo Luciérnagas fu fatto a pezzi dalla censura del regime franchista, che nel 1956 colpì anche la sua raccolta di microracconti I bambini tonti, che subì vari tagli e rimozioni. 
Nel 1952 sposò il poeta Ramón Eugenio de Goicoechea senza il consenso dei suoi genitori, che la diseredarono. Nel 1954 nacque il suo primo e unico figlio, Juan Pablo. Il matrimonio tuttavia non fu felice e nel 1962 Ana María Matute ottenne la separazione, ma non l'affidamento del figlio. Passò tre anni senza vederlo, ma finalmente nel 1965 ottenne la patria potestà e lei e il figlio si trasferirono immediatamente negli Stati Uniti, dove da scrittrice ormai affermata tenne conferenze e lezioni universitarie.
A partire dagli anni Settanta entrò in un periodo di depressione senza un'evidente ragione: era una scrittrice di successo, aveva ottenuto premi e riconoscimenti per le sue opere, era felice con il nuovo marito Juan Brocard, a differenza degli anni della separazione dal primo marito, non aveva nessuna difficoltà economica, e dopo la caduta di Franco non avrebbe più subito censure. Ad ogni modo, Matute passò questi anni dimostrando nessuna voglia di scrivere né di far pubblicare l'opera a cui aveva dedicato gran parte della sua vita: Dimenticato Re Gudù, che venne dato alle stampe solo nel 1996. Nel 1998 entrò a far parte della Real Academia Española, ovvero il massimo riconoscimento per uno scrittore iberico, sostituendo Carmen Conde.
Ha vinto vari premi letterari, tra cui premio Planeta nel 1954, il premio della Critica Nazionale e della Letteratura, il premio Nadal nel 1959, il premio Fastenrath de la Real Academia Española, il premio Nacional de las Letras Española nel 2007 e il Premio Miguel de Cervantes nel 2010 per il romanzo breve Aranmanoth, che conclude la trilogia ambientata nel Medioevo dopo Il cavaliere solitario e Dimenticato Re Gudù; è stata inoltre candidata per tre volte al premio Nobel per la letteratura. Tra le maggiori influenze sono individuabili le fiabe di Charles Perrault, dei fratelli Grimm e lo scrittore danese Hans Christian Andersen. Come scrittrice, ha spaziato tra vari generi, tra i quali il romanzo storico e il romanzo sociale. In alcuni romanzi, come Dimenticato Re Gudù, ha scelto il genere letterario del fantasy storico.

## Temi comuni
I temi comuni essenziali nelle opere di Ana María Matute trovano tutti radice nell'infanzia dell'autrice. Il più comune è senza dubbio la guerra, approfondita e interpretata non nella sua accezione politica, ma in quella più umana. La scrittrice mette in risalto gli orrori e le ingiustizie portate dai conflitti e che colpiscono prima di tutti i bambini e gli esseri umani indifesi, oppressi e fragili. Annessi al tema della guerra sono presenti anche i problemi sociali che ne conseguono. Il secondo tema più trattato s'identifica nel cainismo, la lotta tra fratelli e i suoi effetti.
L'argomento, assieme alla guerra, è diretta conseguenza dell'esperienza di Ana María Matute della guerra civile spagnola, in particolare della lotta interna tra repubblicani e franchisti. L'infanzia e i bambini sono spesso protagonisti degli scritti, siano essi destinati alla letteratura per l'infanzia o adulta. In quest'ultima i bambini sono vittime della società e delle incomprensioni tra gli uomini che si ripercuotono su di loro. Nella visione dell'autrice sono i primi a subire le conseguenze della guerra. Matute è sempre stata affascinata dalla fantasia e dal mondo magico che l'immaginazione può creare, non a caso è al centro della sua trilogia medioevale.
Creature magiche come fate, orchi e folletti sono spesso presenti nelle sue opere, perché l'autrice vede la magia come parte integrante della realtà. Mondo magico e mondo umano coesistono sempre nella stessa dimensione. Ultimo, ma non meno importante, è il pessimismo integrato al tema della morte. I personaggi sono frequentemente esposti a una condizione sfavorevole che conduce a un destino fatale. Diventano così simbolo delle vittime di una società subdola che impedisce loro di realizzare i sogni e le speranze. Le opere di Ana María Matute sono perciò interpretabili come una denuncia contro la società stessa e contro le ingiustizie.

## Opere
- Los Abel (1948)
- Fiesta al Noroeste (Festa al Nordovest, Torino: Einaudi, 1961) (1953)
- En esta tierra (1955)
- Pequeño Teatro (1956)
- Los niños tontos (1956)
- El país de la pizarra (1957)
- Los hijos muertos (1958)
- Primera memoria (Prima memoria, Torino: Società editrice internazionale, 1972; Ricordo di un’isola, trad. it. Maria Nicola, Roma: Fazi, 2021) (1960)
- Paulina, el mundo y las estrellas (1960)
- El saltamontes verde y el aprendiz (1960)
- El arrepentido (1961)
- Libros de juegos para los niños de los otros (1961)
- Historias de la Artámila y Caballito loco (1961)
- Los soldados lloran de noche (I soldati piangono di notte, trad. it. Gina Maneri, Roma: Fazi, 2023) (1964)
- Algunos muchachos (1964)
- El polizón del Ulises (1965)
- La trampa (La trappola, trad. it. Gina Maneri, Roma: Fazi, 2024) (1969)
- La torre vigía (Il cavaliere senza ritorno, Palermo: Sellerio, 1999) (1971)
- Olvidado Rey Gudú (Dimenticato re Gudù, Milano: Rizzoli, 2000) (1996)
- La virgen de Antioquía y otros relatos (1991)
- Luciergánas (1993)
- El verdadero final de la Bella Durmiente (1995)
- Aranmanoth (2000)
- Paraíso inhabitado (2008)